# All Summer Long
All Summer Long je šesti album ameriške glasbene skupine The Beach Boys. Izšel je leta 1964 pri založbi Capitol Records.

## Seznam skladb
1. "I Get Around" - 2:14
2. "All Summer Long" - 2:08
3. "Hushabye" - 2:41
4. "Little Honda" - 1:52
5. "We'll Run Away" - 2:02
6. "Carl's Big Chance" - 2:03
7. "Wendy" - 2:21
8. "Do You Remember?" - 1:40
9. "Girls on the Beach" - 2:28
10. "Drive-In" - 1:49
11. "Our Favorite Recording Sessions" - 2:00
12. "Don't Back Down" - 1:52